# 7. ročník udílení Critics' Choice Television Awards
7. ročník udílení cen Critics' Choice Television Award se konal 11. prosince 2016 na letišti v Santa Monice v Kalifornii. Ceremoniál moderoval herec T. J. Miller. Poprvé v historii se předávání konalo namísto ledna v prosinci.

## Nominace a ocenění
| Nejlepší seriál | Nejlepší seriál |
| Nejlepší dramatický seriál | Nejlepší komediální seriál |
| --- | --- |
| - Hra o trůny (HBO) - Volejte Saulovi (AMC) - Koruna (Netflix) - Mr. Robot (USA) - Stranger Things (Netflix) - Tohle jsme my (NBC) - Westworld (HBO) | - Silicon Valley (HBO) - Atlanta (FX) - Black-ish (ABC) - Potvora (Amazon) - Taková moderní rodinka (ABC) - Nezdolná Kimmy Schmidt (Netflix) - Viceprezident(ka) (HBO) |
| Nejlepší televizní film/minisérie | Nejlepší animovaný seriál |
| - American Crime Story (FX) - Nástupce (HBO) - Svědectví (HBO) - Zabít Reagana (National Geographic) - Kořeny (History) - Noční recepční (AMC) | - BoJack Horseman (Netflix) - Archer (FX) - Bobovy burgery (Fox) - Son of Zorn (Fox) - Městečko South Park (Comedy Central) - Simpsonovi (Fox) |
| Seriál, který stojí za to sledovat | |
| - Cizinka (Starz) - Hra o trůny (HBO) - Stranger Things (Netflix) - Catastrophe (Channel 4) - Batesův motel (A&E) - Mr. Robot (USA Network) | |
| Nejlepší herectví v komediálním seriálu | |
| Nejlepší herec | Nejlepší herečka |
| - Donald Glover jako Earnest „Earn“ Marks – Atlanta - Anthony Anderson jako Andre „Dre“ Johnson, Sr. – Black-ish - Will Forte jako Phil Miller – Poslední chlap na Zemi - Bill Hader jako různé postavy – Documentary Now! - Patrick Stewart jako Walter Blunt – Blunt Talk – Plané řeči - Jeffrey Tambor jako Maura Pfefferman – Transparent                                         | - Kate McKinnonová jako různé postavy – Saturday Night Live - Ellie Kemper jako Kimmy Schmidt – Nezdolná Kimmy Schmidt - Julia Louis-Dreyfus jako Selina Meyer – Viceprezident(ka) - Tracee Ellis Ross jako Dr. Rainbow „Bow“ Johnson – Black-ish - Phoebe Waller-Bridge jako Potvora – Potvora - Constance Wu jako Jessica Huang – Huangovi v Americe                           |
| Nejlepší herec ve vedlejší roli | Nejlepší herečka ve vedlejší roli |
| - Louie Anderson jako Christine Baskets – Baskets - Andre Braugher jako kapitán Ray Holt – Brooklyn 99 - Tituss Burgess jako Titus Andromedon – Nezdolná Kimmy Schmidt - Ty Burrell jako Phil Dunphy – Taková moderní rodinka - Tony Hale jako Gary Walsh – Viceprezident(ka) - T. J. Miller jako Erlich Bachman – Silicon Valley                                                     | - Jane Krakowski jako Jacqueline White – Nezdolná Kimmy Schmidt - Julie Bowen jako Claire Dunphy – Taková moderní rodinka - Anna Chlumsky jako Amy Brookheimer – Viceprezident(ka) - Allison Janney jako Bonnie Plunkett – Máma - Judith Light jako Shelly Pfefferman – Transparent - Allison Williams jako Marnie Michaels – Girls                                              |
| Nejlepší herectví v dramatickém seriálu | |
| Nejlepší herec | Nejlepší herečka |
| - Bob Odenkirk jako Jimmy McGill – Volejte Saulovi - Sam Heughan jako James „Jamie“ Fraser – Cizinka - Rami Malek jako Elliot Alderson – Mr. Robot - Matthew Rhys jako Philip Jennings – Takoví normální Američané - Liev Schreiber jako Ray Donovan – Ray Donovan - Kevin Spacey jako prezident Frank Underwood – Dům z karet                                                        | - Evan Rachel Woodová jako Dolores Abernathy – Westworld - Caitriona Balfe jako Claire Randall Fraser – Cizinka - Viola Davis jako profesorka Annalise Keating, J.D. – Vražedná práva - Tatiana Maslany jako různé postavy – Orphan Black - Keri Russellová jako Elizabeth Jennings – Takoví normální Američané - Robin Wrightová jako první dáma Claire Underwood – Dům z karet |
| Nejlepší herec ve vedlejší roli | Nejlepší herečka ve vedlejší roli |
| - John Lithgow jako Winston Churchill – Koruna - Peter Dinklage jako Tyrion Lannister – Hra o trůny - Kit Harington jako Jon Snow – Hra o trůny - Michael McKean jako Chuck McGill – Volejte Saulovi - Christian Slater jako Mr. Robot – Mr. Robot - Jon Voight jako Mickey Donovan – Ray Donovan                                                                                     | - Thandie Newtonová jako Maeve Millay – Westworld - Christine Baranski jako Diane Lockhart – Dobrá manželka - Emilia Clarkeová jako Daenerys Targaryen – Hra o trůny - Lena Headeyová jako Cersei Lannister – Hra o trůny - Maura Tierney jako Helen Solloway – Aféra - Constance Zimmer jako Quinn King – UnREAL                                                                |
| Nejlepší herectví v televizní filmu/mini-sérii | |
| Nejlepší herec | Nejlepší herečka |
| - Courtney B. Vance jako Johnnie Cochran – American Crime Story - Bryan Cranston jako prezident Lyndon B. Johnson – Nástupce - Benedict Cumberbatch jako Sherlock Holmes – Sherlock: Přízračná nevěsta - Cuba Gooding Jr. jako O. J. Simpson – American Crime Story - Tom Hiddleston jako Jonathan Pine – Noční recepční - Tim Matheson jako prezident Ronald Reagan – Zabití Reagana | - Sarah Paulsonová jako Marcia Clark – American Crime Story - Olivia Colmanová jako Angela Burr – Noční recepční - Felicity Huffmanová jako Leslie Graham – American Crime - Cynthia Nixonová jako Nancy Reaganová – Zabití Reagana - Lili Taylorová jako Anna Blaine – American Crime - Kerry Washingtonová jako Anita Hill – Svědectví                                         |
| Nejlepší herec ve vedlejší roli | Nejlepší herečka ve vedlejší roli |
| - Sterling K. Brown jako Christopher Darden – American Crime Story - Lane Garrison jako Frederick Murray – Kořeny - Frank Langella jako senátor Richard Russell, Jr. – Nástupce - Hugh Laurie as Richard Onslow Roper – Noční recepční - John Travolta jako Robert Shapiro – American Crime Story - Forest Whitaker jako Henry (Fiddler) – Kořeny                                     | - Regina Kingová jako Terri LaCroix – American Crime - Elizabeth Debicki jako Jed Marshall – Noční recepční - Sarah Lancashire jako Madge – Garderobiér - Melissa Leo jako Lady Bird Johnsonová – Nástupce - Anna Paquin jako Nancy Holt – Kořeny - Emily Watsonová jako "Her Ladyship" – Garderobiér                                                                            |
| Nejlepší hostující vystoupení | |
| Nejlepší host – komedie | Nejlepší host – drama |
| - Alec Baldwin jako Donald Trump – Saturday Night Live - Christine Baranski jako Dr. Beverly Hofstadter – Teorie velkého třesku - Larry David jako různé postavy– Saturday Night Live - Lisa Kudrow jako Lori-Ann Schmidt – Nezdolná Kimmy Schmidt - Liam Neeson jako on sám– Amyino plodné lůno                                                                                      | - Jeffrey Dean Morgan jako Negan – Živí mrtví - Mahershala Ali jako Remy Danton – Dům z karet - Lisa Bonet jako Marisol – Ray Donovan - Ellen Burstynová jako Elizabeth Hale – Dům z karet - Michael J. Fox jako Louis Canning – Dobrá manželka - Jared Harris jako král Jiří VI. – Koruna                                                                                       |
| Reality show | |
| Nejlepší nestrukturovaná reality-show | Nejlepší strukturovaná reality-show |
| - Anthony Bourdain: Neznámé končiny (CNN) - Chrisley Knows Best (USA) - Nejsmrtelnější úlovek (Discovery) - Trucky na ledě (History) - Intervention (A&E) - Nazí a vystrašení (Discovery) | - Shark Tank (ABC) - Chopped (Food Network) - Inside the Actors Studio (Bravo) - Penn a Teller: Oblafni mě! (The CW) - Heidi Klum: svět modelingu (Lifetime) - Utajený šéf - USA (CBS) |
| Nejlepší talk-show | Nejlepší moderátor reality-show |
| - The Late Late Show with James Corden (CBS) - The Daily Show with Trevor Noah (Comedy Central) - Full Frontal with Samantha Bee (TBS) - Jimmy Kimmel Live! (ABC) - Last Week Tonight with John Oliver (HBO) - The Tonight Show Starring Jimmy Fallon (NBC) | - Anthony Bourdain – Anthony Bourdain: Neznámé končiny - Ted Allen – Chopped - Tom Bergeron – Dancing with the Stars - Nick Cannon – Amerika má talent - Carson Daly – The Voice - RuPaul – RuPaul's Drag Race |
| Nejlepší reality-show – soutěž | |
| - The Voice (NBC) - Amazing Race: O milion kolem světa (CBS) - Amerika má talent (NBC) - MasterChef Junior (Fox) - RuPaul's Drag Race (CBS) - Skin Wars (GSN) | |